# Lilla Gålsjön
Lilla Gålsjön är en sjö i Nora kommun i Västmanland och ingår i Norrströms huvudavrinningsområde.